# Шейново (Московская область)
Шейново — деревня в Можайском районе Московской области в составе сельского поселения Дровнинское. Численность постоянного населения по Всероссийской переписи 2010 года — 19 человек. До 2006 года Шейново входило в состав Дровнинского сельского округа.
Деревня расположена на западе района, примерно в 4 км к северо-западу от Уваровки, на безымянном левом притоке реки Лусянка, высота центра над уровнем моря 239 м. Ближайшие населённые пункты — Погорелое на северо-западе и Швечково на юго-западе.